# Isabelle Vermeiren
Isabelle Vermeiren (11 juli 1974) is een Belgische voormalige atlete, die gespecialiseerd was in het speerwerpen. Zij veroverde één Belgische titel.

## Biografie
Vermeiren werd in 1992 Belgisch kampioene speerwerpen. Ze was aangesloten bij AC Herentals.

## Belgische kampioenschappen
| Onderdeel   | Jaar |
| ----------- | ---- |
| speerwerpen | 1992 |

## Persoonlijk record
| Onderdeel               | Prestatie | Datum | Plaats |
| ----------------------- | --------- | ----- | ------ |
| speerwerpen (oud model) | 46,54 m   | 1992  |        |

## Palmares
speerwerpen
- 1992:  BK AC – 43,94 m
- 1993:  BK AC – 43,38 m
- 1994:  BK AC – 43,16 m
- 1996:  BK AC – 41,82 m